# Lepidolutzia bombycina
Lepidolutzia bombycina là một loài bướm đêm thuộc phân họ Arctiinae, họ Erebidae.